# Poool
|  | Denne artikel er oprettet af botten PalnaBot ud fra en ekstern database. Den kan derfor have sproglige fejl eller mangler. Denne skabelon kan fjernes efter kontrol af indholdet. |

Poool er en kortfilm instrueret af Ulrik Weck efter manuskript af Ulrik Weck.

## Handling
Filmen følger en gruppe drenge, der bor i et forstadskvarter til København. De har sommerferie og keder sig. Tiden går med at ryge hash og udfordre hinanden i forskellige konkurrencer, de selv finder på for at bryde kedsomheden, da byen de bor i, intet har at tilbyde dem.